# Musado
El musado és un art marcial modern que és dividit en dos rams: el musado tradicional destinat per a civils i el Musado MCS (Military Combat System) destinat per a l'exèrcit i la policia. El terme musado (del coreà) significa "la via de guerrer". No obstant això, el musado és un art marcial alemany, basat en els arts coreans.
El centre internacional del musado està localitzat en Dortmund.

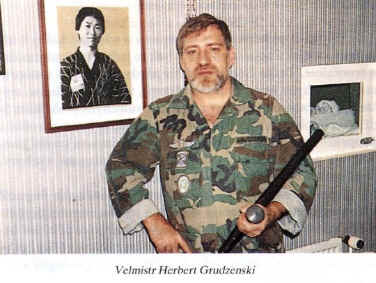
Herbert Grudzenski - El gran mestre i fundador de l'art marcial musado

El gran mestre del musado és Herbert Grudzenski de l'Alemanya, els instructors principals per la República Txeca són Oldřich Šelenberk i Antonín Sokol.

## Musado Tradicional
El musado tradicional deriva d'arts marcials coreans tradicionals.
L'inici del musado es data a partir de 1968.

## Nivells tècnics en el musado tradicional
El musado tradicional té 6 nivells (1.-6. kup) d'estudiant que són marcats per color (vegeu el quadre). De manera diferent de la majoria de les arts marcials el práctico no té un cinturó des de l'inici, només al terme del curs, que dura 2-4 mesos - mitjançant aprovació en proves.
| grau   | color    | cinturó         |
| 6. kup | blanc    | Cinturó blanc   |
| 5. kup | taronger | Cinturó taronja |
| 4. kup | groc     | Cinturó groc    |
| 3. kup | verd     | Cinturó verd    |
| 2. kup | blau     | Cinturó blau    |
| 1. kup | marró    | Cinturó marró   |
| 1. dan | negre    | Cinturó negre   |

Els cinturons pugen fins a novè dan, dan és marcat sobre el cinturó amb numeració romana escrit amb caràcters daurats. En la República Txeca, el més graduado és Antonín Sokol (4. dan).

## Codi d'honor dels prácticos de musado
El codi d'honor és una versió moderna del codi d'ancianes coreanes unitats Hwarang.

### Jurament
- Lleialtat al seu propi país
- Lleialtat a l'ensenyament i als enseñadores, respecte als parents
- Confiança entre els amics
- Coratge enfrontant un enemic
- Mai matar sense causa

### Principis morals i ètics
Després de prestar jurament, l'estudiant ha d'adherir a l'aquests principis morals i ètics (kyohun; termes coreans):
- in - humanitat
- sí - justícia
- ye - cortesia
- ji - saviesa
- shin - confiança
- sum - bondat
- duk - virtut
- chung - lleialtat
- yong - coratge

## Musado Military Combat System
El Musado MCS és un sistema militar d'autodefensa i de combat cos a cos, designat especialment per a exercici de l'exèrcit, de la policia i de les altres forces de seguretat.
El musado també és utilitzat en exercici de les unitats especials, per exemple de les unitats de guerra aèria, de les brigades de reacció ràpida i de les brigades de l'ONU.
En l'exèrcit de la República Txeca aquest sistema va ser introduït en 1993.
Musado MCS no té cap regles precisament donades. No obstant això, amb la seva vasta extensió això proporciona més de 4000 tècniques i capacitats que amb bon mestratge retornin capaç al guerrer de parar un assalt.